# Izzy Stradlin & the Ju Ju Hounds
Izzy Stradlin & the Ju Ju Hounds to debiutancki album byłego gitarzysty grupy Guns N’ Roses Izzy’ego Stradlina. Dwa utwory z albumu, „Shuffle It All” i „Somebody Knockin'”, doczekały się miejsca w Top 20 Rock radio hits.

## Lista utworów
| 1.  | „Somebody Knockin” (Stradlin, Ashhurst)                                 | 3:27  |
|     |                                                                         |       |
| 2.  | „Pressure Drop” (Hibbert)                                               | 2:42  |
|     |                                                                         |       |
| 3.  | „Time Gone By” (Stradlin, Richards)                                     | 3:47  |
|     |                                                                         |       |
| 4.  | „Shuffle it All”(Stradlin, Richards)                                    | 6:19  |
|     |                                                                         |       |
| 5.  | „Bucket O’ Trouble” (Stradlin)                                          | 2:10  |
|     |                                                                         |       |
| 6.  | „Train Tracks” (Stradlin)                                               | 4:27  |
|     |                                                                         |       |
| 7.  | „How Will It Go?” (Stradlin)                                            | 3:51  |
|     |                                                                         |       |
| 8.  | „Cuttin’ the Rug” (Stradlin)                                            | 5:01  |
|     |                                                                         |       |
| 9.  | „Take a Look at The Guy” (Wood)                                         | 4:45  |
|     |                                                                         |       |
| 10. | „Come on Now Inside” (Stradlin)                                         | 6:58  |
|     |                                                                         |       |
| 11. | „Morning Tea” (ukryty utwór bonusowy, rozpoczyna się w 4:26 10. utworu) |       |
|     |                                                                         |       |
|     |                                                                         | 43:27 |
|     |                                                                         |       |

## Twórcy
- Izzy Stradlin – wokal, gitara
- Rick Richards – gitara prowadząca
- Jimmy Ashhurst – gitara basowa
- Charlie „Chalo” Quintana – bębny
- Ron Wood – gitara, wokal w 9. utworze
- Frederick Hibbert – wokal w 2. utworze